# Randublatung (plaats)
Randublatung is een bestuurslaag in het regentschap Blora van de provincie Midden-Java, Indonesië. Randublatung telt 5686 inwoners (volkstelling 2010).